# 독일어 강동사
신고지대 독일어(Neuhochdeutsche Sprache)를 기준으로 독일어 강동사(starkes Verb)는 어간모음(Stammvokal)의 형식이 일부 달라지는 것을 말한다. 압라우트(Ablaut)를 참조할 것.
대강의 구분은 역사적인 압라우트 구분의 사례를 따르지만, 오늘날 현존하는 하위구분(Subklasse)에 있어서는 세분화된다.

## 개요
4가지 어간 형태로 각각 언급된다.
1. 현재 부정형(Infinitiv Präsens)
  - 제1형 분사(Partizip I)[1]
  - 접속법 제1형(Konjunktiv I)
  - 1인칭 단수(1. Person Singular) & 1•2•3인칭 복수 직설법(1./2./3. Person Plural Indikativ)
  - 2인칭 단수 명령법 현재형(2. Person Singular Imperativ Präsens) (제2-5 압라우트 유형 제외)
  - 2인칭 복수 명령법 현재형(2. Person Plural Imperativ Präsens)
2. 3인칭 단수 직설법 현재형(3. Person Singular Indikativ Präsens)
  - 2인칭 단수 직설법 현재형(2. Person Singular Indikativ Präsens)
  - 2인칭 단수 명령법 현재형(2. Person Singular Imperativ Präsens) (제2-5 압라우트 유형)
3. 1•3인칭 단수 직설법 과거형(1./3. Person Singular Indikativ Präteritum)
  - 과거형(Präteritum) 전체
  - 접속법 제2형(Konjunktiv II) : 움라우트(Umlaut) 모음이 있는 경우, 또한 목록 마지막 부분에서 약동사로 분류될 경우. 명확한 약동사(schwaches Verb)에서는 움라우트화가 되지 않음. 접속법애서 치음접미사(Dentalsuffix) -t- 앞에서는 삽입음(Epenthese) -e-가 삽입될 수 있다.
4. 제2형 분사(Partizip II)[2]

다음의 표는 앞에 나온 어간(1-4) 가운데 어떤 것이 어떠한 동사형태의 조합에 있어 기반이 되는지를 보여준다. 아래 진술된 형태들은 굵은 글씨체로 제시되어 있다.
| 부정형 | 시제 | 분사 | 서법   | 단수  | 단수  | 단수  | 복수 | 복수 | 복수 |
| 부정형 | 시제 | 분사 | 서법   | 1.    | 2.    | 3.    | 1.   | 2.   | 3.   |
| ------ | ---- | ---- | ------ | ----- | ----- | ----- | ---- | ---- | ---- |
| 1      | 현재 | 1    | 직설법 | 1     | 2     | 2     | 1    | 1    | 1    |
| 1      | 현재 | 1    | 접속법 | 1     | 1     | 1     | 1    | 1    | 1    |
| 1      | 현재 | 1    | 명령법 | 1 (2) | 1 (2) | 1 (2) | 1    | 1    | 1    |
| 1      | 과거 | 4    | 직설법 | 3     | 3     | 3     | 3    | 3    | 3    |
| 1      | 과거 | 4    | 접속법 | 3̈     | 3̈     | 3̈     | 3̈    | 3̈    | 3̈    |

불규칙한 조합 역시 추가적으로 앞에 제시되어 있으나, 무강세 음절에서 -e- 혹은 -et를 통해서만 구분되는 일반적인 형태는 제시되어 있지 않다.
- gehen/gehn, flicht/flichtet

부정형과 다른 어간모음을 가진 동사 형태에는, 만약 치음접미사가 뒤따르지 않을 경우 마지막 음절에 -e-가 항상 빠지거나 삽입될 수 있다는 원칙이 보통 적용된다.
- schleußet/schleußt, lädst/lädest

이 -e-가 두 -s- 사이 혹은 -ß-와 -s- 사이에 있으면, 하나가 빠지는 것에 있어 이 자음들 가운데 두번째 것이 억눌린다.
- liesest/liest, stößest/stößt

부정형과 강동사 분사 제2형(starke Partizip II)은, tun과 sein을 제외하고, 항상 음절 -en 혹은 -et으로 끝날 수 있다.
- stehn/stehen, verderbt/verderbet

시적 언어에서는 축약이나 삽입이 더 일어날 수 있다.
중괄호의 동사형은 조합 규칙과는 다른 형태를 만든다. 대부분은 약동사 조합이다. 주의할 것은 다음 목록에서는 표준독일어와는 다른 몇몇 단어가 포함되어 있다.